# 알탄프
알탄프(Al-Tanf, 아랍어: التَّنْف)는 자유 시리아군이 통제하는 시리아 리프디마슈크주의 일부에 위치한 미군 기지이다. 이곳은 시리아 사막의 알왈리드 국경 검문소에서 서쪽으로 24km (15마일) 떨어져 있다. 주변 비무장선은 이라크-시리아 국경과 요르단-시리아 국경을 따라 위치한다. 이 주둔지는 M2 바그다드–다마스쿠스 고속도로로 알려진 중요한 도로를 따라 위치한다. 국내 실향민을 위한 루크반 난민 캠프는 비무장 지대 내에 있었다.
이 전초기지에 미군과 동맹 유럽 국가의 상당한 병력은 미국 주도 개입 기간인 2016년 초에 시작되어, 2016년 12월에 해체되고 혁명 코만도군 (마가위르 알타우라)으로 재편된 신 시리아군 무장 반군 단체의 이라크 레반트 이슬람국 대원들을 훈련시켰다. 현재 알탄프 기지는 자유 시리아군의 본부이자 CJTF-OIR 연합을 대신하여 작전하는 최소 200명의 미군 병력이 주둔하고 있다.

## 역사

### 설립
2015년 5월, 이라크 레반트 이슬람국(IS) 무장세력이 알탄프 국경 검문소를 점령하여 이라크-시리아 국경 전체를 통제하게 되었다. 미국이 지원하는 신 시리아군 반군 세력은 2016년 3월 초 국경의 시리아 쪽 알탄프 초소를 탈환했고, 이라크 국경의 알왈리드 국경 검문소는 8월 초 미국 주도 연합군의 지원을 받는 친정부 이라크 부족 민병대에 의해 탈환되었다. 2016년 8월, 영국방송공사는 그 해 6월에 찍은 사진을 공개했는데, 이 사진은 영국 특수부대 병사들이 알탄프 기지의 경계를 지키고 있는 것처럼 보인다고 주장했다.
2017년 3월, 신 시리아군의 후계자인 혁명 코만도군은 국경 검문소를 재개방하여 국경을 넘는 민간인 통행을 재개했다. 이라크 부족군으로 불리는 한 단체가 국경의 이라크 쪽을 통제하고 있다고 알려졌다. 2017년 4월-5월에는 미군 제5특수부대 그룹이 알탄프에서 시리아 반군을 훈련시키고 있다고 보고되었다. 2017년 6월 17일, 이라크군은 이라크군과 수니 부족 전사들이 미국 주도 연합군 항공기의 지원을 받아 알왈리드 국경 검문소의 이라크 쪽에서 IS를 몰아냈다고 발표했다.

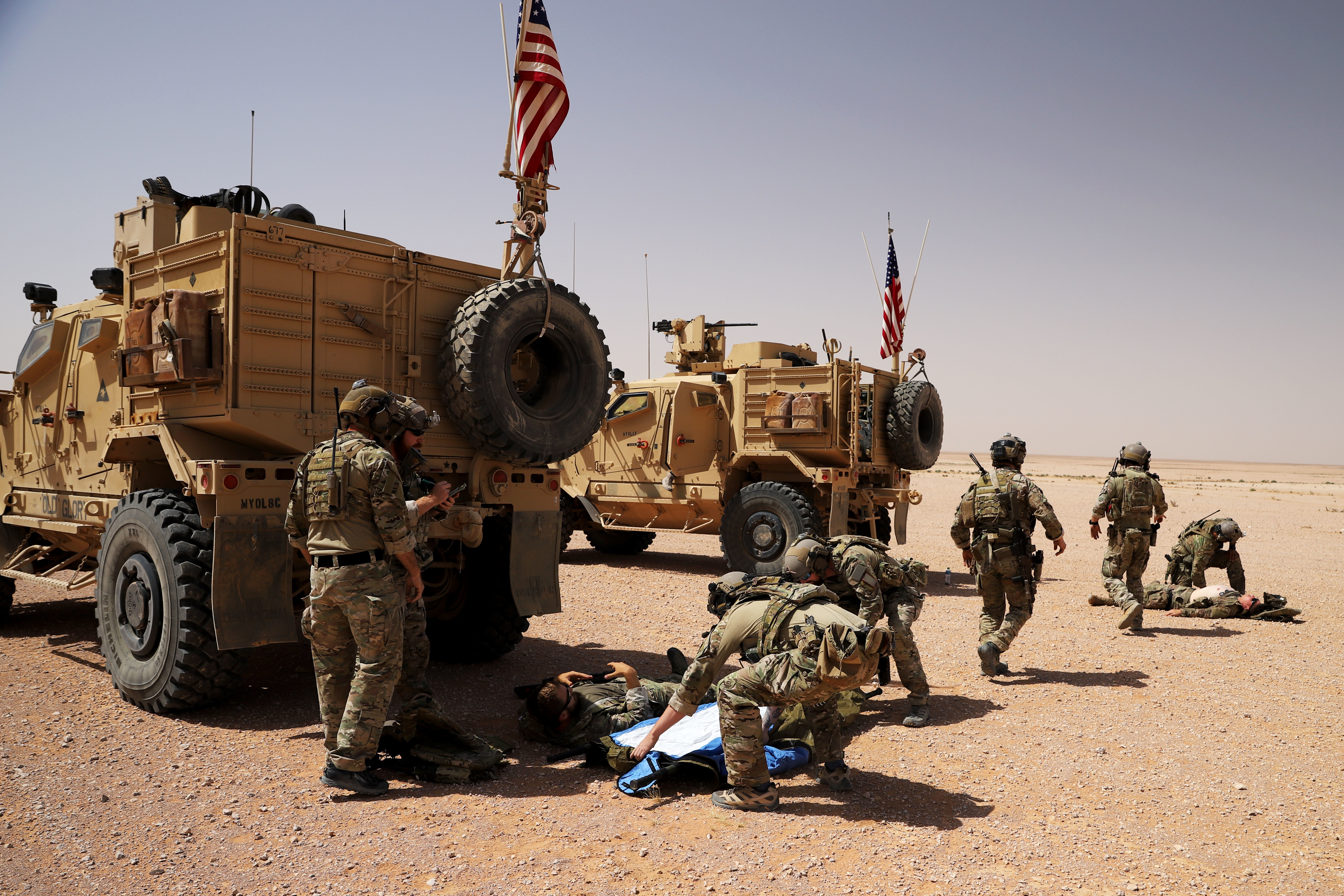
2020년 5월 27일, 비무장 지대 내에서 순찰 중 미군 그린베레가 의료 후송 훈련을 실시하고 있다.

2017년 말까지 아랍 언론은 탄프 기지 주변의 "비무장 지대"를 "55km 지역"이라고 부르기 시작했는데, 이는 기지를 중심으로 반경 55km (35마일)의 반원형 지역으로 구성되었기 때문이다. 2019년까지 CJTF-OIR 대IS 연합은 이 지역을 단순히 비무장 지대 (DCZ)라고 부르며 중심에 알탄프 주둔지 (ATG)가 있다고 언급했다.

### 작전 역사
2017년 9월, 러시아 국영 언론사 리아 노보스티는 익명의 군사 및 외교 소식통을 인용하여 미국이 알탄프를 떠날 준비가 되어 있다고 밝혔지만 시기는 언급하지 않았다고 보도했다. 2018년 8월, 미국 국무부 대표 윌리엄 V. 로벅은 시리아를 방문했다. 그는 쿠르드 반군 관계자들과의 회담 후 "우리는 대통령 도널드 트럼프가 분명히 밝혔듯이 이곳에 머무를 준비가 되어 있다"고 말했다.
2018년까지 알탄프 지역에는 동방의 사자군, 아마드 알압도 순교자 부대, 자유 부족군, 혁명 코만도군 (마가위르 알타우라라고도 불림), 알카리아타인 순교자 여단을 포함한 5개의 자유 시리아군 파벌이 주둔했다. 미국은 이들을 "검증된 시리아 야당"의 일부라고 언급했다. 미국에 따르면 이들 전투원들은 IS에 대한 공세만 허용되었고, 바샤르 알아사드의 시리아 아랍군에 대한 공세는 허용되지 않았지만, 친시리아 정부 세력과의 충돌은 발생했다.
2018년 2월 서한에서 미군은 이라크, 미국 자체, 그리고 다른 국가들을 IS 및 다른 활동적인 테러 단체로부터 방어하는 데 필요하다고 집단 자위권 교리를 인용하여 점령을 정당화했다. 2018년 10월, 미국 중부사령부 사령관 조지프 보텔 장군은 알탄프 주둔 미군이 "이곳에서 이란에 대한 임무를 수행하는 것이 아니다. 우리는 IS를 격퇴하는 임무를 수행하고 있다"고 말했지만, 그럼에도 불구하고 이 지역에 대한 미국의 존재가 "이란과 그들의 다양한 대리인 및 대행자들이 이곳에서 추구하려는 일부 악의적인 활동에 간접적인 영향을 미치고 있다"고 인정했다.

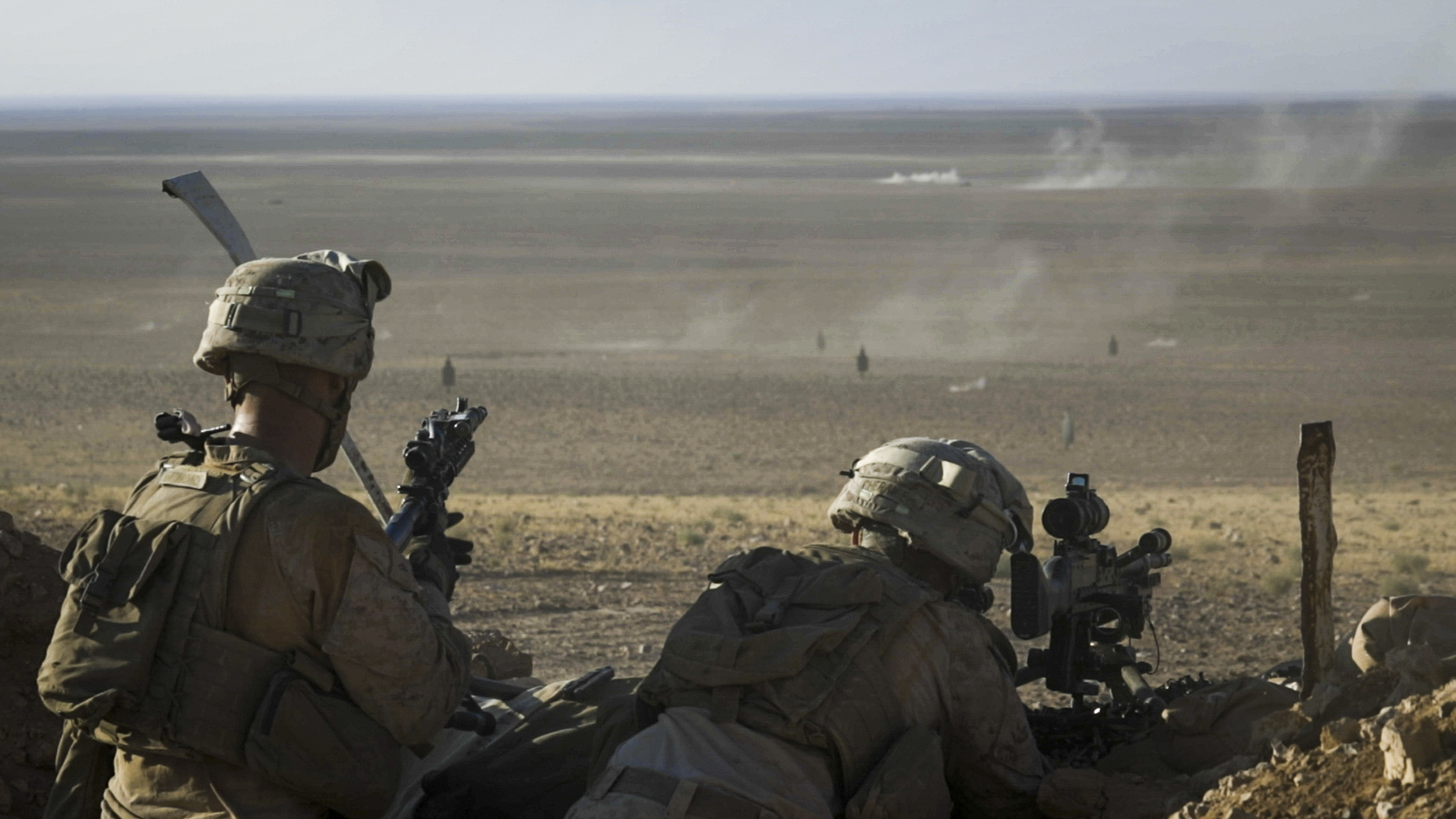
제3대대, 제7해병연대 소속 SP-MAGTF-CR-CC 소속 해병들이 2018년 9월 7일 알탄프 근처에서 실탄 훈련인 오퍼레이션 에이펙스 토이펠훈덴을 실시하는 모습

2018년 9월 7일, 미국 중부사령부는 알탄프 주둔지 주변에서 오퍼레이션 에이펙스 토이펠훈덴(Operation Apex Teufelhunden)이라는 내재된 결단 작전 실탄 훈련을 발표했다. 이 발표는 이 훈련을 "IS 격퇴 훈련"으로 묘사했다.
미군 시리아 철수 발표 후, 존 R. 볼턴 미 국가안보보좌관은 2019년 초 알탄프 지역에서의 미군 작전이 시리아 내 "이란의 영향력"에 대항하려는 미국의 노력의 일환으로 계속될 것이라고 말했다. 2019년 1월 28일, 요르단 외무장관 아이만 사파디는 미군 지상군이 시리아에서 철수한 후 요르단군이 알탄프를 장악할 가능성을 배제하며 "알탄프는 요르단 국경의 다른 쪽에 있다. 제가 말했듯이 요르단은 국경을 넘지 않을 것이다. 우리는 우리의 안보를 보호하기 위해 모든 조치를 취할 것이다... 그러나 철수 후 국경의 다른 쪽에서의 준비는 모든 당사자의 동의를 받아야 하며, 그 지역의 안전과 보안을 보장해야 한다"고 말했다.
트럼프 행정부는 2019년 2월 22일, 약 400명의 미군 병력이 시리아 철수 후 시리아에 남을 것이며, 이 중 절반은 북시리아 민주 연방에, 절반은 알탄프 주둔지에 주둔할 것이라고 발표했다. 알탄프에 주둔할 200명은 무기한 주둔할 예정이었다.
2019년 6월 4일, 30여 개국 대표들이 쿠웨이트에서 내재된 결단 작전 사령부와 회의를 갖고 이라크와 시리아에서의 테러와의 전쟁 노력을 강화하는 문제를 논의했다. 이란과의 지역 긴장이 고조되는 가운데, 미 국방부는 6월 18일 또 다른 1,000명의 병력이 중동에 배치될 것이며, 이는 알탄프 기지도 포함될 것이라고 발표했다. 2019년 10월, 미군이 시리아 북부에서 철수하는 맥락에서 뉴욕 타임스는 미 국방부가 "알탄프라고 불리는 기지에 150명의 특수작전 부대를 남겨둘" 계획이라고 보도했다. 2019년 11월, 도널드 트럼프 미 대통령은 미군이 시리아에 "오직 석유 때문에" 주둔하고 있다고 말했다.
2019년 10월 23일, 마그하위르 알타우라는 IS 지하 네트워크의 무기 및 마약 밀매에 대한 대규모 단속 과정에서 루크반 난민 캠프로 향하던 350만 달러 상당의 캡타곤 알약을 압수했다고 보고되었다. 2020년 4월 16일, 알탄프 기지의 일부 시리아 반군이 호송대를 통해 시리아 정부에 망명했다.

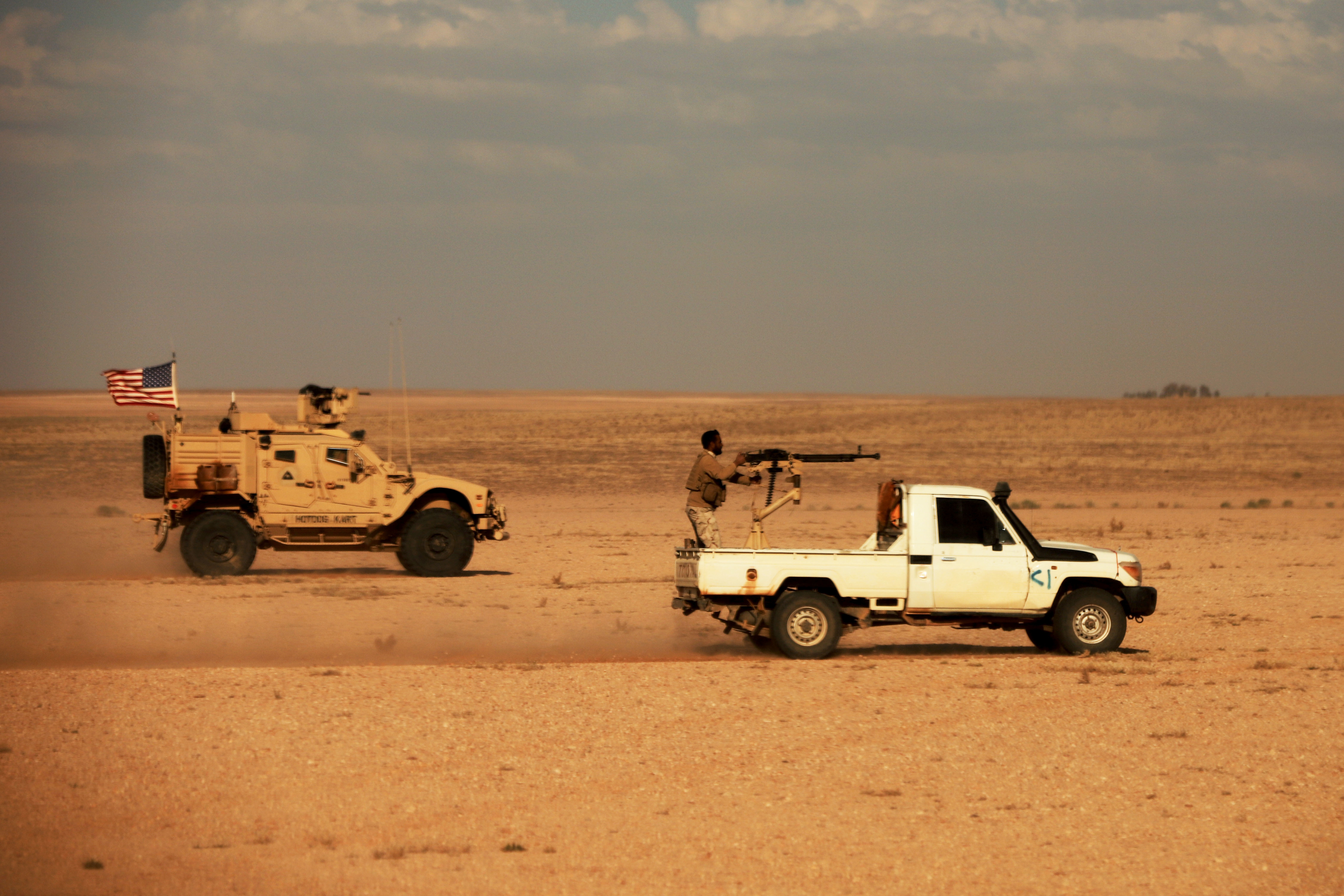
2020년 4월 29일, 알탄프 근처에서 미국 그린베레와 마가위르 알타우라 (MaT)가 합동 순찰 중이다.

2020년 5월, 미군은 알탄프에 주둔한 특수 작전 부대원들이 M4A1 소총에 부착된 첨단 이스라엘제 스마트 슈터 SMASH 2000 "스마트" 광학 조준 시스템으로 훈련하는 이미지를 공개했다. 이 컴퓨터화된 광학 장비를 이 지역의 특수 작전 부대가 실제로 채택했는지, 아니면 훈련이 현장 시험 또는 다른 종류의 시연의 일부였는지는 불분명하다.
2021년에는 "이스라엘 국방 소식통"에 따르면 알탄프에는 약 350명의 군인과 민간인(일부 영국 및 프랑스군이 '정보 전문가'로 묘사됨)이 계속 주둔하고 있다고 보도되었다. 2022년 8월에는 약 900명의 미군 병력이 시리아에 주둔하고 있으며, 대부분은 알탄프 기지와 시리아 동부 유전 지대에 분산되어 있다고 보고되었다.
2024년 10월, 알탄프의 미군 장교들은 아부 카타브 여단과 다른 반군 부대를 RCA의 합동 지휘 아래 마그하웨이 알타우라(SFA)로 편입시켰다. 이로 인해 전투원 수는 800명에서 최대 3,000명으로 늘어났다. 이들 모두는 계속해서 미국으로부터 무기를 지원받았고, 아사드 정부 징집병들이 받았던 월급의 거의 12배에 달하는 400달러의 월급을 받았다. 2024년 공세를 위해 SFA와 타흐리르 알샴은 협력했으며, 두 부대 간의 통신은 알탄프의 미국인들이 조율했다.
2024년 12월, 자유 시리아군은 미군 병력의 병참 지원을 받아 알탄프에서 팔미라에 대한 팔미라 공세 (2024년)를 시작했다. 이틀 만에 SFA는 팔미라를 빠르게 점령했고, 이어진 아사드 정권의 몰락 기간 동안 시리아 수도 다마스쿠스로 동쪽에서 진입했다.

### 기지에 대한 공격
2017년 4월 8일, 이라크 레반트 이슬람국은 알탄프의 미국 특수작전사령부 전초기지에 대해 복잡하고 조직적인 공격을 감행했다. IS는 자살 차량 폭탄 공격으로 기지를 공격한 후 약 50명의 보병으로 공격했다. 친미 반군들은 자신들의 병력 4명이 사망하고 IS 대원 8명을 사살했다고 밝혔다. 이 공격은 동맹 반군과 노르웨이 및 미군 특수부대의 총격으로 처음 격퇴되었으며, 이어서 CJTF-OIR 연합의 공습으로 대부분의 IS 병력이 사살되고 차량이 파괴되었다.
2017년 5월 18일, 미군 전투기가 기지로 진격하는 친아사드군 호송대를 공격했다. 직후, 시리아 정부군은 시리아 사막 전역 (2017년 5월~7월)을 계속 진행하고 있었으며, 첨단 러시아제 무기를 사용하고 러시아 헬리콥터의 지원을 받았다고 보고되었다. 이는 5월 26일 러시아 국방부의 즈베즈다 언론 매체가 인정한 보고서에 따른 것이다. 2017년 12월 말, 러시아 참모총장 발레리 게라시모프는 알탄프의 미군 주둔지가 해당 지역의 사막 공세 이후 시리아 정부군에 의해 완전히 고립되었다고 말했다.
2020년 2월 16일경, 이란이 지원하는 "불량" 대리인 그룹이 알탄프의 비무장 지대를 침범했으며, 마가위르 알타우라에 의해 격퇴되었다고 보고되었다.
2021년 10월 20일, 기지는 2021년 알탄프 드론 공격으로 드론 공격을 받았으나 부상은 없었다. 2021년 12월 14일, 영국 왕립 공군 유로파이터 타이푼 FGR4는 기지 근처에서 AIM-132 아스람 미사일로 소형 적 드론을 격추했다.
2022년 6월, 러시아는 알탄프 군사 기지에 공습을 실시하기 전에 미국에 의도를 통보하여, 공격 전에 현지 병력이 재배치될 수 있도록 했다. 미군 관계자들은 러시아가 마가위르 알타우라 그룹이 러시아군에 대한 노변 폭탄 공격을 감행했다고 주장했지만, 관계자들은 이를 믿지 않으며 러시아가 단지 해당 지역에서 공습을 감행할 이유를 찾고 있다고 비난했다.
미국은 2022년 8월 15일 밤 알탄프 기지 근처에서 드론 공격이 발생했다고 보고했다. 드론 한 대를 제외한 모든 드론이 격퇴되었으며, 마가위르 알타우라가 사용하는 건물에서 단 한 대의 드론이 폭발했지만, 이 공격으로 인한 사상자나 피해는 없었다. 직후, 시리아 외교부는 "미국 측은 시리아 영토에 불법적으로 주둔하고 있는 군대를 즉시 무조건적으로 철수시켜야 한다"는 성명을 발표했다.
2022년 8월 24일, 조 바이든 미 대통령은 8월 15일 알탄프 미군 기지 근처에 여러 로켓이 떨어지고 러시아군이 시리아 반군이 점령한 지역에 공습을 가한 후, 이슬람 혁명 수비대 표적에 대한 공습을 명령했다. 미국 중부사령부에 따르면 미군 공습은 데이르에조르주에 있는 무기 저장에 사용되는 벙커 11개를 표적으로 삼았다. 이란 외교부 대변인은 이란이 공격받은 목표물과 아무런 관련이 없다고 부인하며, 이 공격을 "시리아의 주권과 영토 보전에 대한 침해"라고 비난했다.
2023년 10월 중순 알탄프에 대한 또 다른 드론 공격으로 미군 병사 15명이 외상성 뇌손상을 입었고, 다른 두 명의 병사가 경미한 부상을 입었다. 부상당한 모든 미군 인원은 11월 12일까지 복귀했다.
2024년 1월 28일, 요르단 국경의 알탄프 근처 군사 전초기지인 타워 22에서 발생한 타워 22 드론 공격으로 미군 병사 3명이 사망하고 30명 이상이 부상했다. 이란의 지원을 받는 민병대인 이라크 이슬람 저항군이 이 공격에 대한 책임을 주장했다.

## 비판
바트주의 시리아는 알탄프에 주둔한 미군을 불법으로 간주하며 "시리아 영토에 주둔한 튀르키예군과 미군을 침략으로 간주하고, 외국군의 즉각적이고 무조건적인 철수를 요구한다"고 주장했다. 이란, 러시아, 중국 정부는 바트주의 정부의 입장을 공개적으로 지지하며, 시리아 남동부에 대한 미국의 존재를 정기적으로 비판했다. 중국 외교부 장관은 미국에 "다른 국가의 주권, 독립, 영토 보전을 존중하고, 시리아에서의 군대의 불법 점령과 약탈을 즉시 중단할 것"을 촉구했다.
2018년 2월 8일, 시리아 동부 카샴 전투에서 시리아 민주군과 미국이 바그너 그룹의 러시아 용병들에게 다수의 사상자를 입힌 후, 러시아 외교부 대변인 마리야 자하로바는 "시리아에 대한 미국의 불법 무장 주둔은 평화 과정과 국가의 영토 보전 및 통일에 심각한 도전을 제기한다. 알탄프 근처 미군 기지 주변에 미국이 일방적으로 설정한 55킬로미터 구역은 흩어진 IS 무장 세력이 정부군의 추격을 피하고 재집결하는 데 사용되고 있다"고 말했다. 2018년 2월 중순, 러시아 외무장관 세르게이 라브로프는 시리아 전반과 특히 알탄프 지역에 대한 미군의 존재가 "불법적이고 용납할 수 없다"고 말했다.
2019년 2월 27일, 시리아와 러시아는 모든 미군 병력이 시리아에서 철수할 것을 요구하는 공동 성명을 발표했으며, 동시에 미군이 러시아 및 시리아 당국이 요르단 국경을 따라 위치한 루크반 난민 캠프를 대피시켜 "루크반 지역 사람들을 재정착시키고 영구 거주지로 안전한 통행을 보장하도록" 허용할 것을 요구했다. 러시아는 미국이 난민 캠프를 "인질"로 잡고 있으며, 전략적으로 중요한 기지 내에서 인간 방패로 사용하고 있을 가능성이 있다고 주장했다. 3월 24일 미국의 소리 보도에 따르면, 루크반 캠프에 대한 원조 접근을 유지하고 보안을 제공하는 혁명 코만도군 시리아 반군 단체는 이 지역의 난민과 미국이 지원하는 반군 모두 친시리아 정부 민병대와 이슬람 국가 관련 지하디스트의 공격으로부터 미국의 보호에 의존하고 있다고 밝혔다. 루크반 캠프 대변인은 시리아인과 러시아인이 난민들을 화해시키고 미군이 전략적으로 중요한 기지에서 철수하도록 압력을 가하기 위해 캠프를 "봉쇄"하고 있다고 주장했다.

## 같이 보기
- 시리아의 미국 군사 기지 목록